# ポーランド科学アカデミー宇宙研究センター

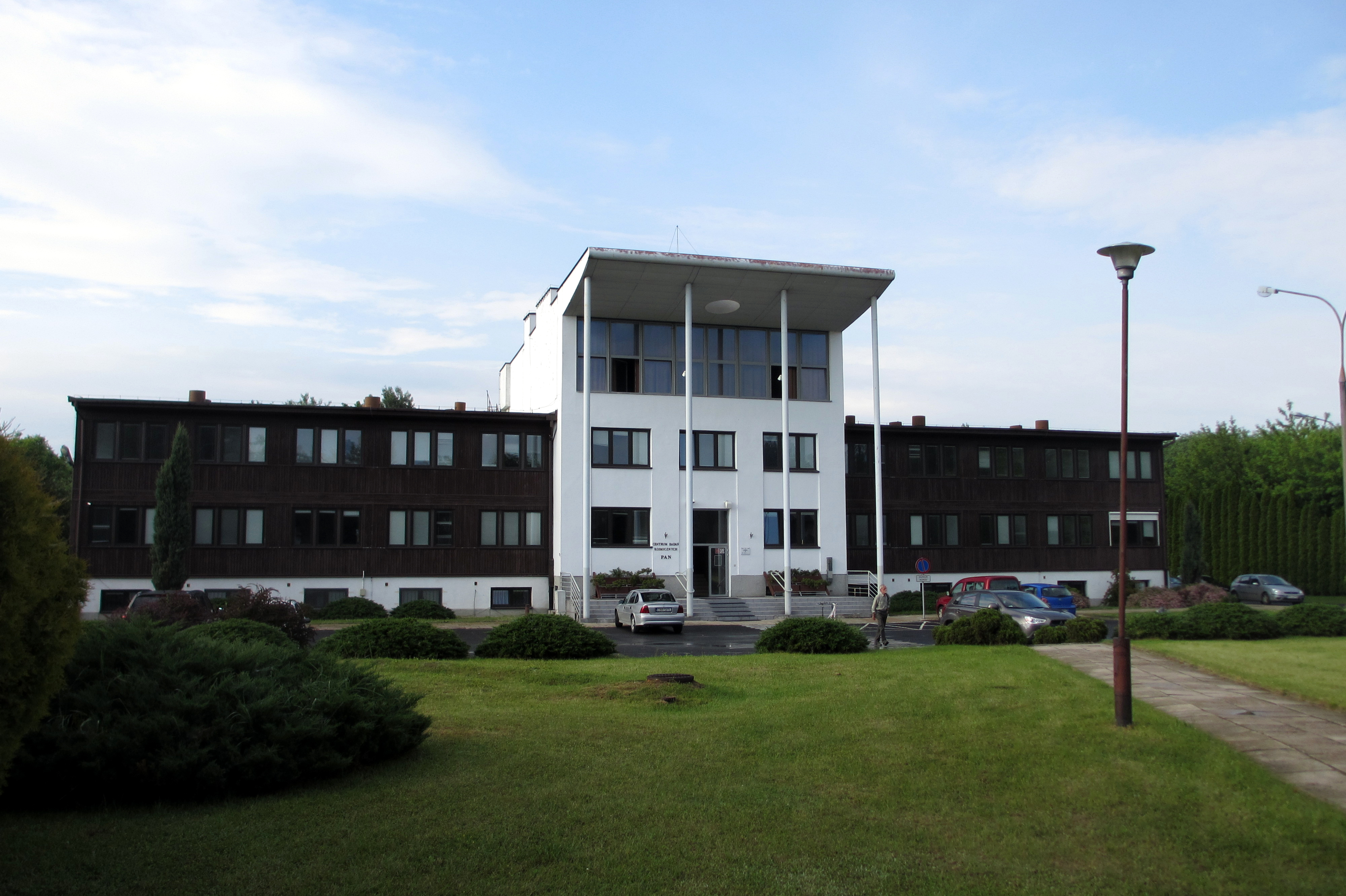

宇宙研究センター（ポーランド語: Centrum Badań Kosmicznych、CBK）は、ポーランドの宇宙機関。ポーランド科学アカデミー（ポーランド語: Polska Akademia Nauk、PAN）の研究機関であり、1977年に設立した。本部はワルシャワに位置する。

## 概要
年間予算は約3億円で、約150名の職員の内3分の1が研究者である。
冷戦時代ポーランドの政治はソ連の影響が大きく、宇宙開発分野でもポーランドはソ連の宇宙開発と関わってきた。1977年から2001年の間、宇宙研究センターはインターコスモスの枠組みにおいて、いくつかの観測ロケットと衛星ミッションへのペイロード開発を行った。ロシアの惑星探査ミッションの分野では、フォボス計画やマルス96計画に参加した。
また冷戦後はロシアだけでなく、カッシーニの搭載ペイロードや、ロゼッタの熱伝導度測定ペネトレータの開発など、ペイロード開発を中心としてアメリカや欧州の計画に参加している。
なお、ポーランドは2007年に欧州宇宙機関と協力国協定を締結している。

## 部門
- 惑星測地学部門（Planetary Geodesy Department）
- リモートセンシング部門（Remote Sensing Department）
- 宇宙物理部門（Space Physics Department）